# İskenderun
İskenderun (arabsky الإسكندرون, Al-'Iskandarūn) je město v Hatayské provincii v jihovýchodním Turecku. Leží na východním pobřeží İskenderunského zálivu (İskenderun Körfezi), nejvýchodnějšího výběžku Středozemního moře. Za městem se zvedá pohoří Nur (Nur Dağları). V minulosti bylo toto město známo pod názvem Alexandretta (starořecky Ἀλεξανδρέττα), na počest Alexandra Velikého. Arabové v dobách islámského chalífátu jméno upravili na Iskandarún.
İskenderun je rušné obchodní centrum a je jedním z největších měst v Hatayské provincii, velikostí srovnatelné s provinčním hlavním městem Antakií. Je to jeden z největších tureckých přístavů ve Středozemním moři, který zahrnuje i námořní výcvikovou základnu.
V období mezi světovými válkami byl İskenderun i většina dnešní Hatayské provincie součástí Francií spravované Sýrie. Pod správu Turecké republiky se dostal až v roce 1939.